# Carter Reum
Carter Milliken Reum (nascieu em 5 de Fevereiro de 1981) é ator, empreendedor, e capitalista de risco americano. Ele tem sido conhecido pelo seu casamento com Paris Hilton, e por fundar a M13 Ventures, uma empresa Investidor-anjo.

## Biografia
Carter Milliken Reum nasceu em 5 de Fevereiro em 1981, filho de Sherry e Robert Reum. Seu pai foi diretor, presidente, e CEO da Amsted Idustries localizada em Chicado, a qual foi classificada pela Forbes como uma das maiores empresas privadas dos Estados Unidos. Ele tem um irmão e uma irmã, o irmão se chama Courtney e a irmã se chama Halle. A irmã está casada com Oliver Hammond, um descendente da família Annenberg. Reum se formou na Universidade Columbia em 2003. Ex participante da fraternidade Zeta Beta Tau, começou na Delta Chapter na Universidade Columbia. 

## Carreira
Junto com seu Irmão Courtney, Reum cofundou a marca de destilados VEEV Spirits, listada na Inc. Magazine como uma das 5000 empresas privadas que mais crescem nos Estados Unidos em 2018.
Reum tem estrelado em episódios da série de TV Hatched e apareceu como convidado e comentarista em uma variedade de redes incluindo CBS e FOX. Ele também é um escritor contribuinte para Huffington Post e Inc. Além disso, ele também é o cofundador da empresa de investimentos M13.

## Publicações
Em 2018, a Random House e Penguin Books lançaram Shortcut Your Startup: Ten Ways to Speed Up Entrepreneurial Success. Reum foi coautor do livro junto com seu irmão Courtney. O livro usa as experiências de Reum para ensinar empreendedores como alcançar seus objetivos. Eles extraem de suas experiências criando a Veev e das lições aprendidas através dos anos investindo em empresas SpaceX, Lyft, Pinterest e Warby Parker.
Em 2016, Reum abriu a empresa de capital de risco M13 Investmentmens.

## Vida pessoal
Reum tem uma filha nascida em 2013 com a ex atriz Laura Bellizzi. Ele provê apoio financeiro mas não possui nenhum relacionamento com ela.
Reum começou a namorar com a atriz socialite Paris Hilton em Dezembro de 2019. Depois de se noivarem no dia 13 de Fevereiro de 2021, Hilton e Reum casaram em Los Angeles no dia 21 de Novembro. Eles tiveram um filho e uma filha através de uma barriga de aluguel em Janeiro e Novembro de 2023 respectivamente.